# (16817) Onderlička
(16817) Onderlička est un astéroïde de la ceinture principale.

## Description
(16817) Onderlicka est un astéroïde de la ceinture principale. Il fut découvert le 30 octobre 1997 à l'Observatoire d'Ondřejov par Petr Pravec. Il présente une orbite caractérisée par un demi-grand axe de 2,43 UA, une excentricité de 0,15 et une inclinaison de 4,0° par rapport à l'écliptique.

## Compléments